# Premium
Premium (del latín praemium, que significa ‘recompensa’ o ‘premio’), es un término utilizado en diversos contextos, especialmente en marketing y economía, para designar productos, servicios o estrategias que destacan por su calidad, características mejoradas o posición en un segmento superior del mercado.

## Etimología
El término proviene originalmente del latín praemium, con sentido de recompensa o premio, y fue adoptado por el inglés desde el siglo XVII.
Su uso como adjetivo que denota calidad o precio superior se documenta a partir de 1925, inicialmente aplicado a productos como la mantequilla.
Aunque "premium" no está recogido aún por la RAE, la Fundéu BBVA sí respalda su uso y aconseja escribirlo con tilde: prémium. 
Excelente respaldo al origen latino praemium y su adopción en inglés desde el siglo XVII. 
Muy útil para documentar el uso en español y la forma prémium. 
Para respaldar la definición de producto o servicio de calidad superior. 

## Definición y uso general
En el ámbito comercial, "premium" califica productos o servicios de calidad superior al promedio o con prestaciones exclusivas, asociados a un precio adicional.
El adjetivo se utiliza mayoritariamente de forma invariable: "clientes premium", "acceso premium", etc.
Se emplea como sustituto moderno de expresiones como "de alta gama", "de lujo" o "de primera calidad".

## En marketing

### Producto o servicio “premium”
Se refiere a versiones mejoradas o exclusivas dentro de una línea, ofreciendo mayor calidad, funcionalidad o prestaciones que justifican un precio más elevado.
Incluye servicios financieros, planes de suscripción, y líneas de productos como ropa, bebidas, vehículos, entre otros

### Estrategia de premium pricing
Esta estrategia de fijación de precios busca posicionar un producto o servicio con un precio más alto que la competencia, generando una percepción de exclusividad o calidad superior.
Se basa en la psicología del consumidor, donde la alta inversión es interpretada como indicio de mayor prestigio o valor.
(Más sobre Premium Pricing)

### Promociones “premium” en marketing
También se refiere a objetos promocionales vinculados a compras, como juguetes o souvenirs, que el consumidor consigue tras cumplir condiciones específicas (como demostrar compra o abonar una cantidad adicional mínima).
Estas promociones se clasifican en varias categorías: gratuitas, “self-liquidating” y empaquetadas o integradas con el producto original.
(Más sobre Premium (marketing))

## Críticas y aspectos lingüísticos
Algunos expertos advierten que la etiqueta "premium" puede ser utilizada como estrategia de persuasión comercial que apela al sentido de privilegio del consumidor, aunque no exista una mejora real en el producto o servicio.
La palabra, aunque está documentada y ampliamente empleada, aún no figura en muchos diccionarios tradicionales del español, aunque organismos como la Fundéu sí la reconocen y aconsejan su uso con tilde (prémium).

## Ejemplos de uso
Cuentas bancarias premium: orientadas a clientes con altos volúmenes de operación, que reciben beneficios adicionales, como recompensas o servicios prioritarios.
Modelos de negocio freemium: versiones básicas gratuitas con la opción de acceder a funciones completas mediante una versión “premium” de pago.
Puntos o sellos canjeables: programas como los trading stamps, donde el cliente reúne sellos canjeables por productos, un ejemplo clásico de “premium” en promociones.